# Bolognesesaus

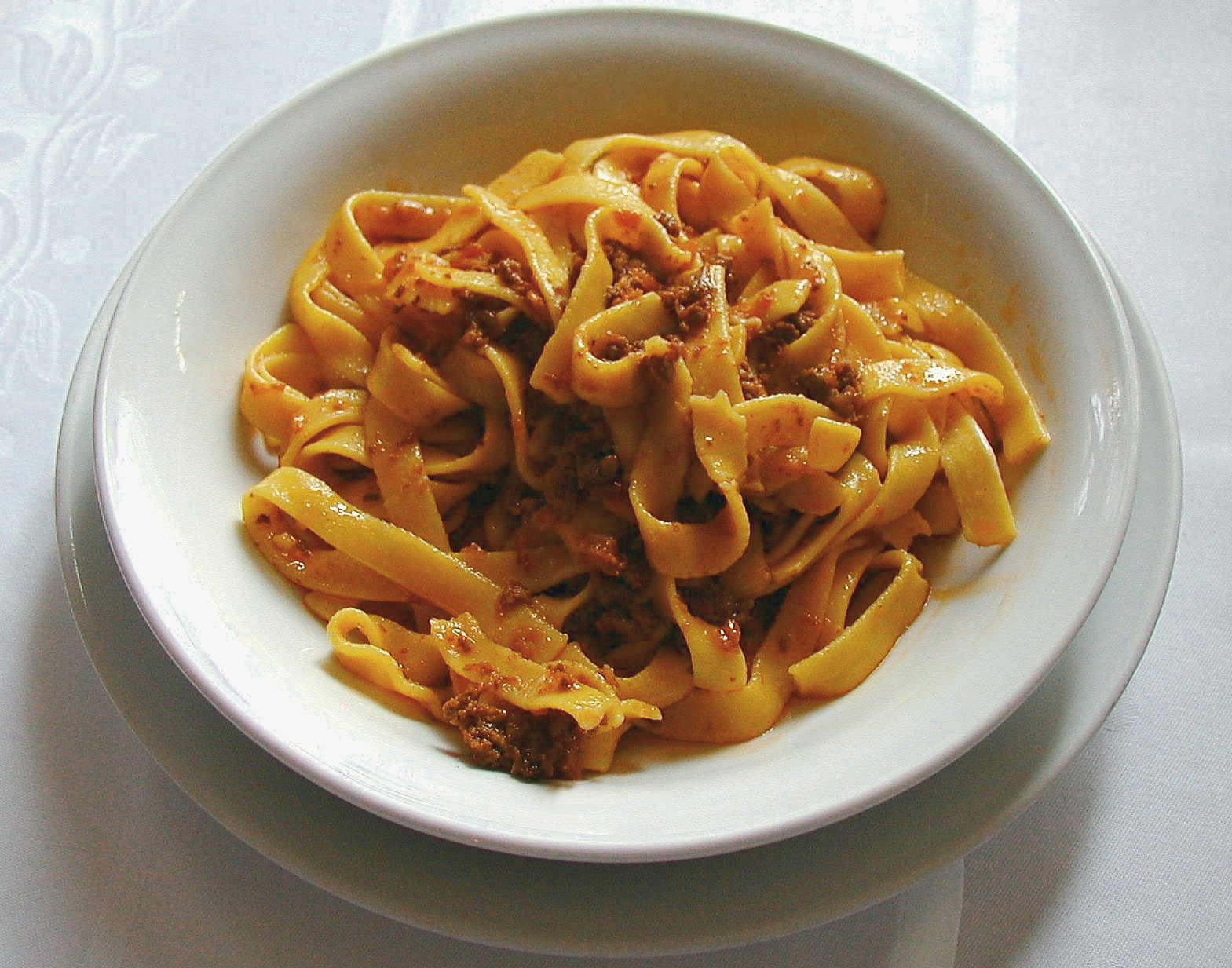
Fettuccine, een breder soort tagliatelle, met bolognesesaus in Italië

Bolognesesaus (Ragù alla Bolognese) is een traditionele Italiaanse pastasaus, afkomstig uit de regio Emilia-Romagna.
In de oorspronkelijke saus behoren tot de vaste ingrediënten voor 6 personen:
beetje bouillon
½ kop melk
½ kop wijn
300 g runderborstgehakt
150 g varkensbuikspek
50 g bleekselderij
50 g wortel
50 g ui
zout en peper
De saus wordt klaargemaakt met olijfolie of boter of allebei. In 1982 werd het authentieke recept door de Accademia Italiana della Cucina (de Italiaanse Culinaire Academie) bij de Bolognese Kamer van Koophandel gedeponeerd. Van oudsher wordt deze saus geserveerd bij verse tagliatelle of cannelloni. Ook wordt de saus gebruikt in andere gerechten, zoals (samen met bechamelsaus) in lasagne.  
In de westerse wereld bestaat er een misverstand over dit gerecht, namelijk dat het een tomatensaus met gehakt en groenten naar keuze is, en dat het traditioneel wordt gegeten met spaghetti. Emigranten die in de 18e eeuw naar de VS vertrokken namen het bolognese-recept mee en introduceerden dit in New York als gerecht met spaghetti. Deze bereidingswijze komt niet overeen met de keuken van Emilia-Romagna en is voor veel Italianen dan ook een doorn in het oog. De burgemeester van Bologna heeft in het verleden zelfs uitgesproken dat "spaghetti bolognese" helemaal niet bestaat. Het traditionele gerecht heet namelijk "Ragù alla Bolognese" en bestaat uit een vleessaus die meestal opgediend wordt samen met tagliatelle. Het vlees is dus het belangrijkste ingrediënt in deze saus. Dit in combinatie met het langdurig stoven geeft de saus een hartige smaak. Ragù alla Bolognese wordt in Italië zelden opgediend met spaghetti.